# Eleccions generals andorranes de 1959
Les eleccions andorranes de 1959 es van celebrar el 17 de desembre de 1959 per renovar la meitat del Consell General i la meitat dels Consells de Comú de les 6 parròquies d'Andorra.
Van ser les primeres eleccions des de la prohibició de les agrupacions polítiques el 1958, de manera que tots els candidats eren considerats oficialment com a independents.

## Sistema electoral
Tenien dret a vot els homes amb més de 25 anys que disposessin de nacionalitat andorrana, així com els homes que estiguessin casats amb una dona andorrana i tinguessin com a mínim un fill major d'edat. Per poder-se presentar com a candidat, calia tenir 30 anys.
La legislació andorrana va prohibir les organitzacions propolítiques l'any 1958 i fins a l'aprovació de la Constitució l'any 1993 no es van tornar a legalitzar els partits polítics, de manera que tots els candidats eren independents oficialment.
A les eleccions al Consell General es renovaven la meitat dels escons (12 de 24). Cada parròquia formava una circumscripció i escollia 2 consellers, tret de la parròquia d'Andorra la Vella, on el quart d'Andorra i el quart de les Escaldes formaven circumscripcions separades, escollint un conseller cadascun. A les eleccions comunals es renovaven la meitat de càrrecs de consellers de cada parròquia, que eren escollits per a un període de 4 anys. El nombre de consellers de cada comú era variable. A Andorra la Vella el quart de Les Escaldes i el quart d'Andorra la Vella escollien els consellers de comú en circumscripcions diferents. També s'escollien els Comissionats del Poble, és a dir, els encarregats de fiscalitzar l'activitat econòmica de cada comú.
En totes dues eleccions s'utilitzava un sistema majoritari plurinominal amb segona volta, on cada votant podia votar a tants candidats com candidats s'haguessin d'escollir. Els candidats s'agrupaven en candidatures. Estava permès que un candidat formés part de més d'una candidatura al mateix temps. En algunes parròquies era permès repartir el vot, votant a candidats de llistes diferents. En d'altres, era requisit votar a candidats de tots els quarts de la parròquia per poder considerar el vot com a vàlid. Els vots nulsi blancs no eren considerats com a vàlids. Per poder ser escollit, calia haver rebut més de la meitat dels vots vàlids. En cas que després de l'elecció quedessin escons vacants, es realitzava una segona volta al cap d'una setmana.
Els consellers elegits van jurar el càrrec el dia 28 de desembre per poder prendre possessió del seu càrrec el dia 1 de gener de l'any següent, per a un període de 4 anys.
Els cònsols majors i menors de cada parròquia eren elegits pels consells de comú per a un període de 2 anys. El síndic general i el subsíndic eren escollits pel Consell General per a un període de 3 anys.

## Resultats

### Eleccions al Consell General
L'elecció es va fer en dues voltes, ja que a la primera volta cap candidat de les Escaldes va aconseguir majoria absoluta.

#### Total nacional
| Partit              | Primera volta | Primera volta | Primera volta | Segona volta | Segona volta | Segona volta | Escons totals |
| Partit              | Vots          | %             | Escons        | Vots         | %            | Escons       | Escons totals |
| ------------------- | ------------- | ------------- | ------------- | ------------ | ------------ | ------------ | ------------- |
| Independents        |               | 100           | 11            |              | 100          | 1            | 12            |
| Vots nuls           |               | –             | –             |              | –            | –            | –             |
| Total               |               | 100           | 11            |              | 100          | 1            | 12            |
| Cens/participació   |               |               | –             |              |              | –            | –             |
| Font: La Vanguardia |               |               |               |              |              |              |               |

#### Resultat per parròquia
| Parròquia           | Quart               | Candidats       | Electes  | Electes  |
| Parròquia           | Quart               | Candidats       | 1a volta | 2a volta |
| ------------------- | ------------------- | --------------- | -------- | -------- |
| Canillo             | Canillo             | Antoni Casals   | 1        |          |
| Canillo             | Canillo             | Pere Font       | 1        |          |
| Encamp              | Encamp              | Roc Torras      | 1        |          |
| Encamp              | Encamp              | Serafí Reig     | 1        |          |
| Ordino              | Ordino              | Francesc Fillet | 1        |          |
| Ordino              | Ordino              | Joaquim Riba    | 1        |          |
| La Massana          | La Massana          | Joan Gabriel    | 1        |          |
| La Massana          | La Massana          | Marcel Grau     | 1        |          |
| Andorra la Vella    | Andorra la Vella    | Josep Gelabert  | 1        |          |
| Andorra la Vella    | Les Escaldes        | ?               |          | 1        |
| Sant Julià de Lòria | Sant Julià de Lòria | Joan Jordi      | 1        |          |
| Sant Julià de Lòria | Sant Julià de Lòria | Josep Pintat    | 1        |          |
| Font: La Vanguardia |                     |                 |          |          |

### Eleccions comunals
| Parròquia           | Quart               | Consellers de comú electes                                                                              | Comissionats del poble electes |
| ------------------- | ------------------- | --- | ------------------------------ |
| Canillo             | Canillo             | Enric Vergés Valentí Torras Jaume Grau Josep Casals Miquel Naudí Miquel Mandicó Ramon Fité              | ?                              |
| Encamp              | Encamp              | Enric París Pere Font Josep Maria Mas Lluís Torres Francesc Bonell                                      | ?                              |
| Ordino              | Ordino              | Miquel Pujals Joan Bosch Antoni Riba Joan Vila Josep Aristot Emili Aliosa                               | ?                              |
| La Massana          | La Massana          | Antoni Armengol Antoni Solana Víctor Coma Francesc Albós Joan Fité Salvador Duedra Guillem Pons         | ?                              |
| Andorra la Vella    | Andorra la Vella    | Jacint Riberaygua Llucià Magisró Josep Riba Josep Cuberes                                               | ?                              |
| Andorra la Vella    | Les Escaldes        | Josep Vidal Pere Torras Joan Aleix                                                                      | ?                              |
| Sant Julià de Lòria | Sant Julià de Lòria | Josep Maria Pla Josep Maria Torné Esteve Boronat Bartomeu Ribas Florenci Pou Isidre Camps Daniel Casals | ?                              |
| Font: La Vanguardia |                     | |                                |